# U3-Triebwagen
U3-Triebwagen (oder kurz Baureihe U3) ist die Bezeichnung für eine Familie von Hochflur-Stadtbahnfahrzeugen.

## Allgemeines

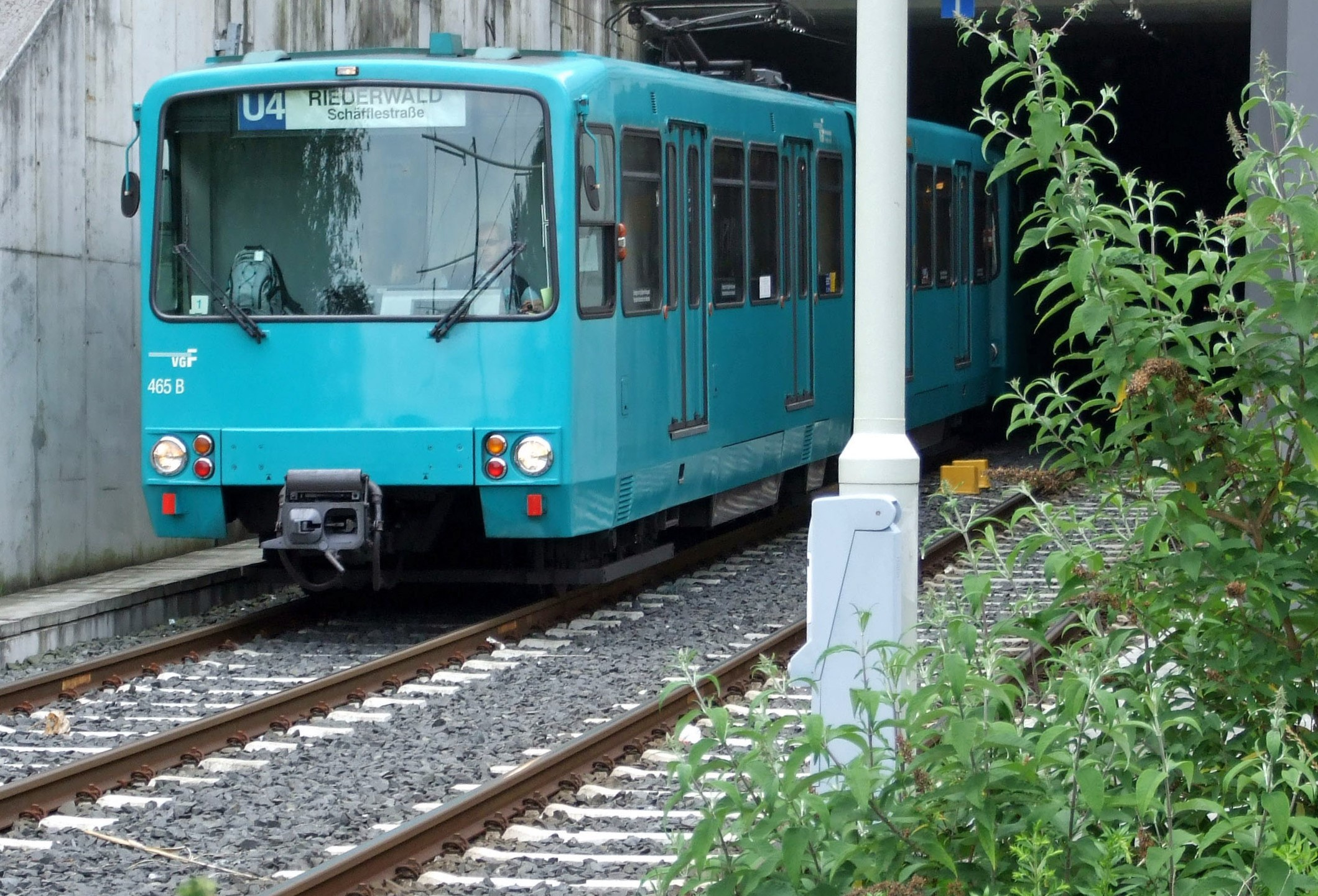
U3-Wagen auf der Linie U4 in Frankfurt

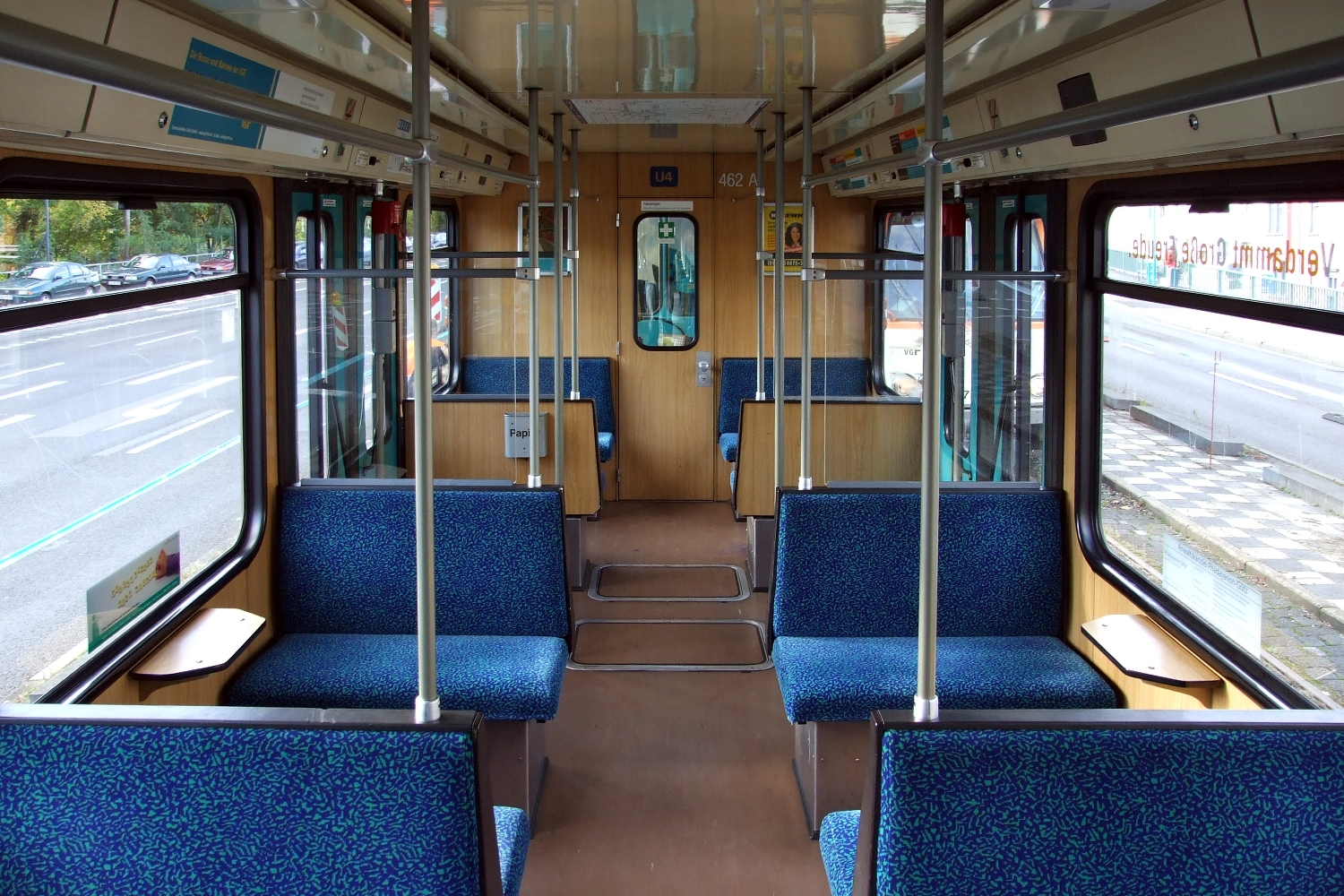
Fahrgastraum

Die Baureihe wurde ab 1977 durch die Firma Düwag für den Einsatz bei der U-Bahn Frankfurt am Main entwickelt. Eine zweite, wesentlich größere Serie sollte 1986 für den Betrieb auf der C-Strecke bestellt werden, aus Kostengründen wurde dieser Plan jedoch nicht realisiert.
Die Wagenkästen des Typ U3 bestehen vollständig aus Stahl. Eine U3-Einheit besteht aus zwei Wagenkästen, die mit einem Gelenk in Fahrzeugmitte verbunden sind. Die U3-Wagen wurden als Zweirichtungsfahrzeuge gebaut und verfügen beidseitig über Scharfenbergkupplungen. Es sind Zugverbände von bis zu vier Fahrzeugen möglich.
Die Fahrzeuge besitzen zwei Gleichstrommotoren mit einer Leistung von jeweils 174 kW. Im Gegensatz zu vorherigen Baureihen wird kein Schaltwerk mehr verwendet. Stattdessen kommt eine Chopper-Steuerung zur Ansteuerung der Motoren zum Einsatz, die ein stufenloses Anfahren ermöglicht.
Durch den Chopper entsteht ein markantes Summen, das beim Anfahren und Bremsen zu hören ist.
Der Typ U3 wurde erstmals 1980 in insgesamt 27 Exemplaren nach Frankfurt geliefert, wo sie die Nummern 451 bis 477 erhielten. 476 und 477 wurden zum fahrerlosen Betrieb ausgerüstet. Dadurch waren sie für den ÖPNV nicht zugelassen und wurden nachts zu Testzwecken automatisch gefahren. Nach etwa einem Monat wurden die Fahrzeuge wieder in den Normalzustand versetzt und standen wieder für den ÖPNV bereit.
Die Fahrzeuge haben eine Einstiegshöhe/Fußbodenhöhe von 97 cm und sind für 87 cm hohe Bahnsteige ausgelegt. Sie besitzen einen komplett ebenen Fußboden. Trittstufen an den Einstiegen, wie sie im Typ U2 vorhanden sind, wurden nicht eingebaut. So war es möglich, die Türen gleichmäßiger auf die Fahrzeuglänge zu verteilen da durch die entfallenen Trittstufen bei der Platzierung der Einstiege keine Rücksicht auf die Drehgestelle genommen werden musste.
Anfangs waren die Fahrzeuge mit rotfarbigen Ledersitzen bestückt, die Ende der 1990er Jahre durch blaue Stoffsitze im VGF-Design ersetzt worden sind. Die Museumswagen erhielten die ursprünglichen Sitze.
Weitgehend baugleiche Fahrzeuge bestellten die Salzburger Stadtwerke unter der Bezeichnung ET 40/50 zwischen 1983 und 2002 für ihre S-Bahn-Strecken Salzburg–Lamprechtshausen (S1) und Bürmoos–Ostermiething (S11).

## Umbauten
Wie bei den U2e-Wagen wurde in jedem Wagen an einem Türpaar die Mittelstange entfernt, um einen barrierefreien Einstieg zu verschaffen.

## Farbgebungen

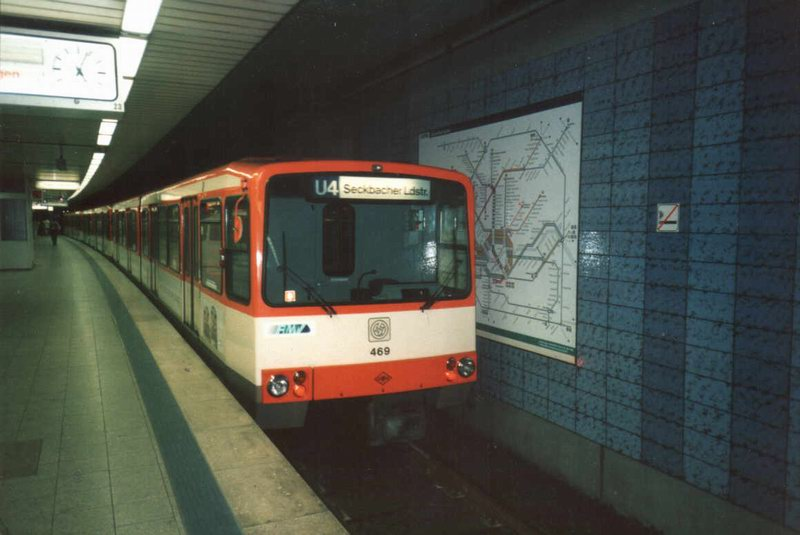
U3-Triebwagen 469 an der Station Seckbacher Landstraße

Anfangs wurden die Fahrzeuge in Orange/Elfenbein ausgeliefert. Seit Mitte der 1990er Jahre erfolgte eine Umlackierung in die neue VGF-Hausfarbe subaru vista blue.

## Einsatz
Die Fahrzeuge verkehrten bis 2015 auf der Linie U4. Wegen der maximalen Stationslänge von 105 Metern können in Frankfurt bis zu vier Fahrzeuge in Mehrfachtraktion verkehren. Ab Anfang April 2015 verkehrten die Fahrzeuge auf der U6, die vorher dort verkehrenden Wagen vom Typ U5 wurden auf die Linie U4 umgesetzt. Im Zeitraum vom 27. August 2016 bis zum 10. Oktober 2016 verkehrten auf der Linie U6 nur noch Wagen vom Typ U5, bis die Bauarbeiten auf der Linie U5 abgeschlossen waren und die Wagen dort wieder benötigt wurden. Im Frühjahr 2017 stand eine ausreichende Zahl neuer Wagen vom Typ U5 zur Verfügung, um auf der Linie U6 endgültig alle Fahrzeuge vom Typ U3 zu ersetzen. 2017 endete der Betrieb der U3-Wagen. Die weitere Verwendung der Fahrzeuge war lange Zeit unbekannt, sodass sie vorerst als eiserne Reserve vorgehalten wurden. Die Fahrzeuge 451, 452 und 453 werden als zukünftige Museumsfahrzeuge in ihren Ursprungszustand zurückversetzt.
Die offizielle Abschiedsfahrt fand am 13. Oktober 2018 statt.

## Einsatz im Ausland

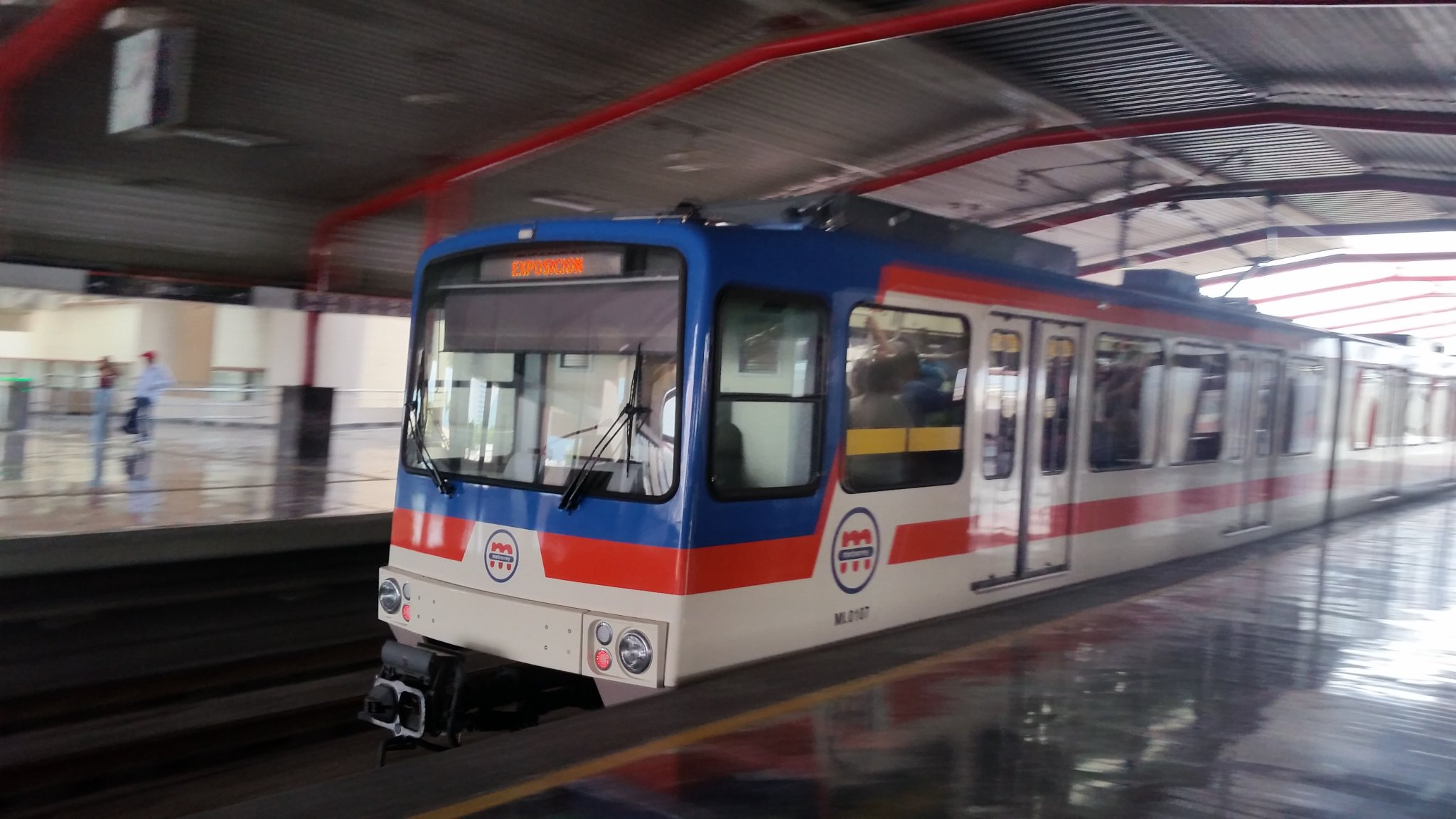
MM-80 in Monterrey

Nach ihrer Ausmusterung und längerer Abstellzeit wurden die verbliebenen Triebwagen (abgesehen von den Museumswagen 451, 452 und 453) 2019 nach Monterrey in Mexiko verkauft. Sie sollen ab Ende 2020 auf der dortigen Stadtbahn eingesetzt werden. Vorher werden sie bei Talbot Services modernisiert, wodurch sie mindestens weitere zwanzig Jahre einsatzfähig sein sollen. Hierbei soll neben einer Erneuerung der Elektrik und Antriebstechnik auch Videoüberwachung und ein neues Fahrgastinformationssystem im Innenraum installiert werden. Außerdem werden die Züge mit dem Zugbeeinflussungssystem ETCS ausgerüstet.